# نيك مارش
نيك مارش (بالإنجليزية: Nick Marsh)‏ هو كاتب أغاني ومنتج أسطوانات ودي جيه أمريكي، ولد في 31 يناير 1986.